# Shadowkek
Shadowkek (настоящее имя — Макси́м Вале́рьевич Па́влов; род. 18 октября 1998, Саратов) — российский стример и киберспортсмен. Наиболее известен трансляциями на платформе Twitch (ник shadowkekw) и участием в шоу-матчах и турнирах по Counter-Strike 2. Павлов является мастером спорта по пауэрлифтингу и начинал карьеру в составе стримерского коллектива «Freak Squad», впоследствии добившись широкой известности благодаря сотрудничеству с популярными стримерами и собственным проектам на Twitcht. По состоянию на 2025 год на Twitch-канал Shadowkek подписано свыше 1 млн пользователей, а его трансляции собирают сотни тысяч зрителей одновременно.

## Биография
Максим Павлов родился 18 октября 1998 года в городе Саратове. С детства увлекался видеоиграми, особенно серии Counter-Strike, в которую мог играть днями напролёт. При этом, по собственным словам, у него не было стремления становиться профессиональным киберспортсменом — он играл исключительно для удовольствия. Помимо игр, Павлов с юных лет интересовался спортом: занимался футболом, хоккеем, увлекался автомобилями. Позднее Максим профессионально занялся пауэрлифтингом и выполнил норматив мастера спорта в этой дисциплине.
В начале 2020-х Павлов переехал в Москву. Добившись первых успехов в стримерской деятельности, он в 2023 году приобрёл квартиру в центре Москвы. В СМИ сообщалось, что стоимость жилья составила около 30 млн рублей, однако сам стример опроверг эту информацию, заявив, что сумма была значительно меньше. Максим ведёт довольно непубличный образ жизни — подробности о его семье, образовании и ранних годах не раскрываются.

## Стримерская карьера
Активную стримерскую деятельность Павлов начал в 2020 году на Twitch. На старте продвижению его канала содействовал известный стример Владимир «Братишкинофф» Семенюк, с которым Максим был знаком ещё до большой популярности последнего. По словам Павлова, они вместе создавали любительские игровые серверы (Deathmatch, Zombie, Jail, BHop, Surf) для CS:GO, где Shadowkek занимался программированием, а Братишкин — привлечением аудитории. Совместные проекты и появление на видео у более именитого коллеги помогли Павлову получить первую известность: его трансляции быстро выросли с десятков до сотен зрителей онлайн. В тот период Shadowkek состоял в сообществе «89 Squad», однако после того как общение с Семенюком сократилось, Братишкин принял решение вывести Павлова из состава команды. Как отмечал Максим, расставание произошло без конфликта: они с Владимиром сохранили дружеские отношения.
Следующим этапом развития стал вступление Shadowkek в объединение стримеров Freak Squad — группу контент-мейкеров, известную эпатажными реалити-стримами и совместными поездками. В составе «фриков» Павлов начал активно путешествовать и создавать IRL-контент (стримы из реальной жизни) вместе с другими популярными блогерами. В их числе были Вадим «Evelone192» Козаков, Дмитрий Лиханов, Екатерина «Ekate» Трофимова и многие другие. Коллаборации с Evelone и другими известными стримерами заметно повысили популярность . Со временем Максим стал организовывать собственные развлекательные шоу на Twitch и часто выступал ведущим на совместных трансляциях с друзьями-стримерами.
Shadowkek регулярно выступает в роли комментатора и организатора сообществских кастов (неофициальных русскоязычных трансляций) крупных турниров по CS:GO/CS2. В 2024 году Павлов вместе с Evelone вёл альтернативную студию освещения мейджора Perfect World Shanghai Major 2024 по Counter-Strike, причем их совместные эфиры на Twitch нередко обгоняли по просмотрам официальные англоязычные трансляции турнира. На следующем мейджоре — BLAST.tv Paris/Austin Major 2025 — канал Shadowkek побил собственный рекорд: первую игру плей-офф у него одновременно смотрели более 260 тысяч человек (пиковый онлайн за турнир достиг 312 тысяч), что стало одним из лучших результатов среди всех трансляций чемпионата. К июню 2025 года аудитория Павлова превысила 1 миллион фолловеров на Twitch, сделав его седьмым представителем «Freak Squad», достигшим этого показателя.

## Киберспортивная деятельность
Несмотря на то, что Максим Павлов не планировал профессиональную игровую карьеру, с ростом популярности ему довелось принять участие в ряде соревнований по Counter-Strike (в основном шоу-турнирах для стримеров). Дебют Shadowkek в соревновательном CS2 состоялся в августе 2023 года, когда он в дуэте со STANISLAW (Станислав Рохачевский) выступил на турнире BetBoom All Stars 2x2 #1. Дуэт под названием «SS» занял 3-е место, заработав около $1300 призовых. Этот успешный дебют продемонстрировал игровой потенциал Павлова и его способность к командной игре. В дальнейшем Shadowkek выступал за несколько разных коллективов: помимо дуэта SS, он играл в составах команд StRoGo, Aunkere, 2S, а также собрал собственный микс под названием Team Shadowkek. Частая смена составов позволила ему набраться опыта и адаптироваться к разным стилям игрыescorenews.com.
В период 2023–2025 годов Shadowkek стал постоянным участником серий любительских онлайн-турниров по CS2, организованных платформами BetBoom и FONBET. В их числе: командные чемпионаты BetBoom All-Star 5x5, серия кубков Aunkere Cup, медийная лига FONBET Media League, а также турниры формата BetBoom Streamers Battle. Павлов неоднократно доходил до призовых стадий. Самым значимым достижением этого периода стала победа команды Shadowkek на турнире BetBoom Streamers Battle CS2 #2 (онлайн-турнир, 26 апреля — 4 мая 2025 года). В гранд-финале коллектив Павлова обыграл команду Team Shoke со счётом 2:1 и завоевал чемпионский титул; за первое место Shadowkek и его сокомандики получили 1,2 млн рублей призовых. Ранее Team Shadowkek становилась призёром и других соревнований: так, в июне 2024 года состав Максима занял 3-е место на турнире BetBoom Aunkere Cup #2, принесшее команде «бронзу» и свыше $3000 призовых. Кроме того, Павлов трижды выигрывал матчи за третье место на различных медиа-ивентах, демонстрируя стабильность результатовescorenews.com. В декабре 2024 года Shadowkek также отметился участием в показательной встрече против профессионального игрока Александра «s1mple» Костылева: в шоу-матче формата 1 vs 5 с читами команда стримеров под руководством Павлова разгромила s1mple со счётом 26:7, в результате чего Костылев проиграл пари на $20 тыс. и расстался с редким скином AWP Dragon Lore.

### Статистика и достижения
За период 2023–2025 годов Shadowkek принял участие в шести официально зафиксированных турнирах по CS2, сыграв около 30 карт и заработав порядка $2000 призовых (без учёта стримерских контрактов)escorenews.com. Ниже приведены основные командные достижения Максима Павлова в киберспорте:
| Год  | Турнир (CS2)                          | Команда        | Результат | Призовые     |
| ---- | ------------------------------------- | -------------- | --------- | ------------ |
| 2023 | BetBoom All-Star 2x2 #1               | SS (дуэт)      | 3-е место | ~$1,3 тыс.   |
| 2023 | BetBoom All-Star 5x5                  | Team Shadowkek | 4-е место | –            |
| 2024 | BetBoom Aunkere Cup #2                | Team Aunkere¹  | 3-е место | ~$3,5 тыс.   |
| 2024 | FONBET Media ELeague Season 7         | StRoGo         | 3-е место | – (₽50 тыс.) |
| 2024 | BetBoom Streamers Battle CS2 Season 1 | Team Shadowkek | 6-е место | –            |
| 2025 | BetBoom Streamers Battle CS2 Season 2 | Team Shadowkek | 1-е место | ₽1,2 млн     |

## Личная жизнь
С 2021 года Максим Павлов находится в отношениях с Юлией Ивлевой, известной под ником by_Owl. Изначально пара не афишировала свой роман, хотя поклонники замечали совместные появления стримеров на мероприятиях и трансляциях. Летом 2023 года Shadowkek и by_Owl перестали скрывать отношения, отметив двухлетнюю годовщину совместно. В декабре 2024 года на церемонии стримерских наград SLAY 2024 (Stream Legends Awards of the Year) Павлов и Ивлева были удостоены звания «Пара года».
Максим проживает в Москве. 5 января 2025 года он перенёс операцию по удалению аппендикса (острого аппендицита) — о госпитализации и успешно проведённой операции стример сам сообщил подписчикам через социальные сети. В свободное время Shadowkek увлекается автомобильной культурой и путешествиями, о чём нередко рассказывает в блогах.